# البطولة الوطنية المجرية 1945–46
البطولة الوطنية المجرية 1945–46 (بالمجرية: 1945–1946-os magyar labdarúgó-bajnokság)‏ هو الموسم 43 من  البطولة الوطنية المجرية. أشرف على تنظيمه اتحاد المجر لكرة القدم، وكان عدد الأندية المشاركة فيه  28، وفاز فيه نادي أويبست.